# المجلة الطبية الألمانية
المجلة الطبية الألمانية هي مجلة مستقلة باللغة الإنجليزية من ألمانيا لمجتمع طبي دولي. وتتمتع المجلة بتوزيع دولي واسع النطاق بفضل نسختها الرقمية وثنائية اللغة (العربية-الإنجليزية والروسية-الإنجليزية). المجلة الطبية الألمانية تصدر عن شركة بناد المحدودة.
تهدف المجلة إلى إبقاء القراء على اطلاع دائم بحالة الطب؛ كما تقدم ابتكارات في التشخيص والعلاج وتتيح للمتخصصين المختارين من مختلف المجالات الطبية التعبير عن آرائهم. المقالات الافتتاحية المميزة كتبها متخصصون مشهورون. تتكون اللجنة الاستشارية للمجلة الطبية الألمانية من أساتذة جامعيين ألمان.
تأسست المجلة الطبية الألمانية كمجلة مطبوعة باللغتين العربية والإنجليزية. صدر العدد الأول في كانون الثاني 2007. في عام 2009، أطلقت دار النشر طبعة رقمية. منذ عام 2010، نُشرت المجلة باللغتين الروسية والإنجليزية أيضًا. تُموَّل المجلة من خلال الإعلانات وهي مستقلة تمامًا. المجلة الطبية الألمانية تستهدف الأطباء من كافة التخصصات المختلفة.

## روابط خارجية
- المجلة الطبية الألمانية - الملف الشخصي نسخة محفوظة 2012-09-02 على موقع واي باك مشين.
- المجلة الطبية الألمانية - الموقع الرسمي
- المجلة الطبية الألمانية - أعداد للتحميل نسخة محفوظة 2013-09-16 على موقع واي باك مشين.